# Mérignac
Mérignac (gaskonsko Merinhac) je zahodno predmestje Bordeauxa in občina v jugozahodnem francoskem departmaju Gironde regije Nove Akvitanije. Leta 2009 je naselje imelo 66.488 prebivalcev.

## Geografija
Mérignac leži v pokrajini Gaskonji ob reki Devèze, 6 km zahodno od središča Bordeauxa; je njegovo največje predmestje. V občini se nahaja francosko mednarodno letališče Bordeaux-Mérignac.

## Uprava
Mérignac je sedež dveh kantonov:
- Kanton Mérignac-1 (del občine Mérignac: 34.968 prebivalcev),
- Kanton Mérignac-2 (del občine Mérignac, občini Martignas-sur-Jalle, Saint-Jean-d'Illac: 43.467 prebivalcev).

Oba kantona sta sestavna dela okrožja Bordeaux.

## Zanimivosti
- grad Tour de Veyrines, donžon iz 14. stoletja,
- dvorec Château Bourran,
- dvorec Maison Noble du Parc,
- stara cerkev iz 12. stoletja, urejena kot občinska dvorana za razstave.

## Pobratena mesta
- Kaolack (Senegal),
- Matosinhos (Portugalska),
- Vilanova i la Geltrú (Katalonija, Španija).